# Seth Magaziner

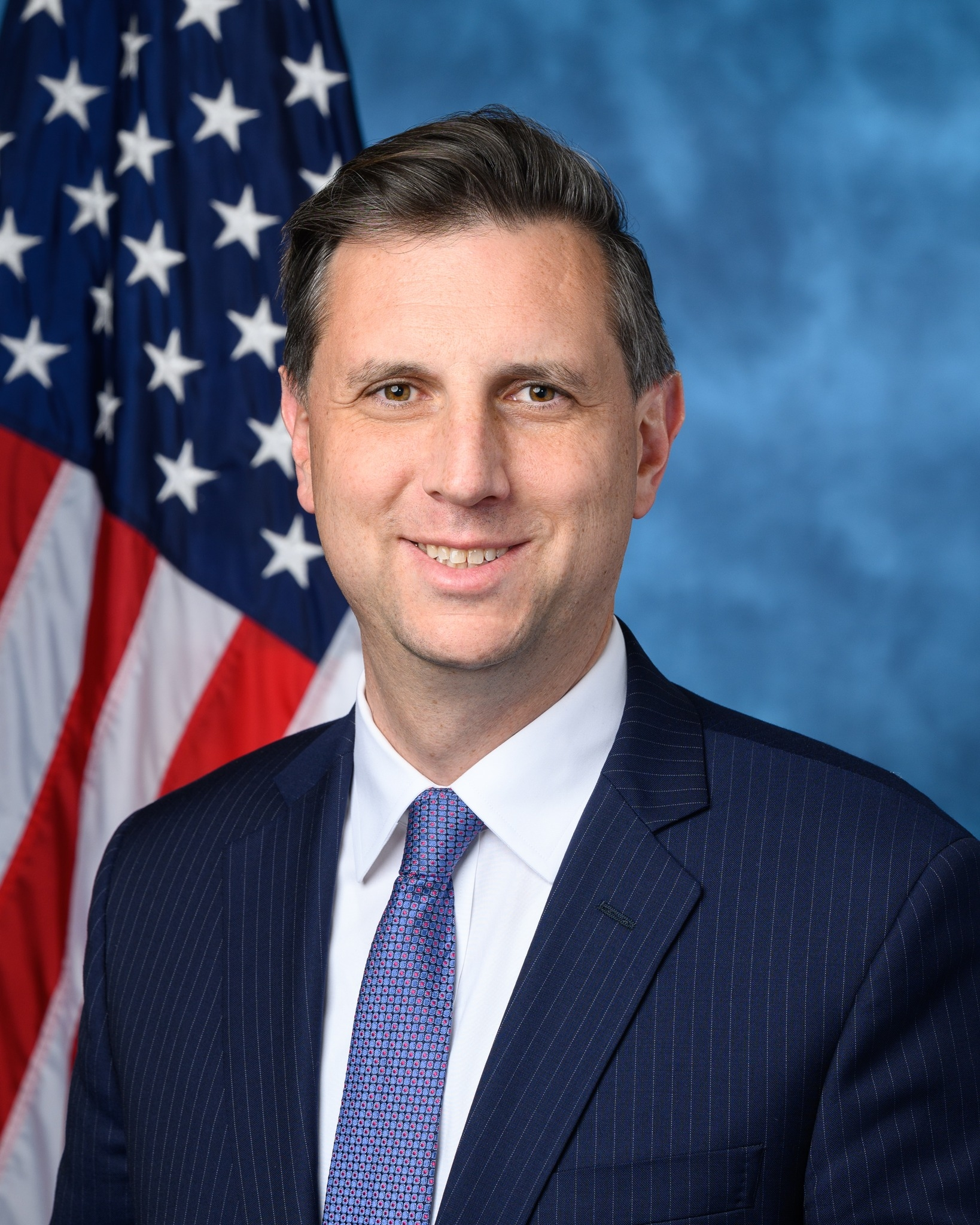
Seth Magaziner (2023)

Seth Magaziner (* 22. Juli 1983 in Bristol, Rhode Island) ist ein US-amerikanischer Politiker der Demokratischen Partei. Seit Januar 2023 vertritt er den 2. Distrikt des Bundesstaats Rhode Island im US-Repräsentantenhaus. Von 2015 bis 2023 war er General Treasurer von Rhode Island.

## Leben
Magaziner besuchte die Milton Academy und erhielt 2006 einen Bachelor of Arts in Geschichtswissenschaft von der Brown University und 2010 einen Master of Business Administration von der Yale University, worauf er als Lehrer und Unternehmer arbeitete.
Er ist mit Julia Magaziner verheiratet und hat einen Sohn.

## Politische Laufbahn
2014 trat er für den Posten des General Treasurer von Rhode Island an, den bisher Gina Raimondo hielt. Sie wurde nämlich Gouverneurin von Rhode Island. Nachdem er die demokratische Vorwahl mit fast zwei Dritteln der Stimmen gewonnen hatte, konnte er sich mit 57,1 % gegen den Independent Ernest Almonte durchsetzen und wurde 2018 mit 64,9 % wiedergewählt. Er führte das Amt von 2015 bis 2023 aus.
2022 kandidierte er für den Posten des Vertreters des 2. Distrikts von Rhode Island im Repräsentantenhaus, der bisher von James Langevin vertreten wurde. Dieser ging nach 22 Jahren im Repräsentantenhaus in den Ruhestand. Magaziner gewann die demokratische Vorwahl mit 54 % der Stimmen, worauf er sich mit 50,2 % der Stimmen gegen den Republikaner Allan Fung durchsetzte. Er wurde am 7. Januar 2023 als Mitglied des Repräsentantenhauses des 118. Kongresses vereidigt. Bei der folgenden Wahl 2024 zum 119. Kongress hatte Magaziner in der Vorwahl keinen parteiinternen Herausforderer. Mit 58,4 % gewann er die Hauptwahl gegen den Republikaner Steven Corvi. Seine aktuelle Legislaturperiode im Repräsentantenhaus des 119. Kongresses dauert bis zum 3. Januar 2027.